# Naredi
Naredi so vas v Občini Velike Lašče. Južno od vasi je izir reke Iške, v smeri proti vasi Lužarji pa cerkev svetega Ožbolta .